# 波拉德山
70°28′S 64°37′E / 70.467°S 64.617°E
波拉德山（英語：Mount Pollard）是南極洲的山峰，位於麥克羅伯特森地，屬於查爾斯王子山脈中波爾托斯山脈的一部分，處於克羅恩山以西6公里，根據澳大利亞探險隊的測量和空中照片繪入地圖，現時由南極條約體系管理。